# Kopschildkreeftjes
De  kopschildkreeftjes (Notostraca) vormen een kleine, vrij primitieve orde van de kreeftachtigen. De naam werd in 1867 voorgesteld door Georg Ossian Sars, en komt van het Griekse νοτος, notos (=rug) en ὄστρακον, óstrakon (=scherf) wat duidt op het bezit van een rugschild. Er zijn 16 soorten beschreven.

## Anatomie
Notostraca zijn middelgrote Branchiopoda, meestal tussen 3 en 8 cm lang. De grootste exemplaren worden tot 11 cm.
Kopschildkreeftjes hebben een kop zonder rostrum. De twee samengestelde ogen zijn zittend en functioneel (er zijn visuele elementen aanwezig). Een derde, naupliair oog is aanwezig. Antennule (antenne 1) is eentakkig met een goed ontwikkelde, zweepachtige exopodiet. De tweede antenne is gereduceerd of afwezig. De mandibel is eentakkig en bezitten geen palp. Maxillipeden ontbreken.
Een uit één stuk bestaande carapax omsluit de kop en het pereon. Dit kopschild is dorsoventraal afgeplat, glad en achteraan inwaarts afgerond.
Notostraca bezitten 10 tot 32 (meestal 11) paar bladvormige pereopoden (looppootjes) waarvan sommige tot grijppootjes zijn gedifferentieerd. Het abdomen bestaat uit 12 somieten. Er zijn geen pleopoden. De uropoden zijn goed ontwikkeld en ventrolateraal geplaatst. Er is een met het pleon gefusioneerd telson aanwezig.

## Onderverdeling
De orde Notostraca omvat één familie met twee geslachten:
- Familie Triopsidae Keilhack, 1909
  - Lepidurus Leach, 1819
  - Triops Schrank, 1803